# Mackenzie Bowell
Mackenzie Bowell (ur. 27 grudnia 1824 w Rickinghall, zm. 10 grudnia 1917 w Belleville) – premier Kanady od 21 grudnia 1894 do 27 kwietnia 1896 z ramienia Partii Konserwatywnej.

## Życiorys
Urodzony w Rickinghall w Anglii, wyemigrował wraz z rodziną do Kanady i początkowo osiadł w Belleville w Ontario, gdzie zaczął pracę w lokalnej gazecie, szybko awansując by zostać edytorem, wydawcą i znanym publicystą. W 1847 ożenił się z Herriet Moore, z którą miał czterech synów i pięć córek.
Bowell karierę polityczną rozpoczął w 1867, kiedy to został wybrany do Izby Gmin pierwszego Parlamentu Kanady. W 1878 został powołany do gabinetu Premiera Kanady. Bowell odznaczał się wysokimi kompetencjami i był znakomitym administratorem. W 1892 został powołany do Senatu, jednocześnie awansując w rządzie do stanowiska wicepremiera. W 1894 po śmierci Johna Thompsona objął kierownictwo partii i fotel premiera. Jego krótkie, zaledwie półtoraroczne urzędowanie upłynęło po znakiem kryzysu szkolnego w Manitobie. Ostatecznie gdy Bowell zdecydował się na rozwiązanie kryzysu powołując Katolicki Wydział Oświaty, spowodował rozłam w rządzie. Wobec zbliżających się wyborów postanowił odejść na emeryturę, oddając przywództwo partii Charlesowi Tupperowi.
Sir Mackenzie Bowell do swej śmierci w 1917 pozostał senatorem. Zmarł w wieku 93 lat w rodzinnym Belleville i został pochowany na lokalnym cmentarzu.